# Aayla Secura
Aayla Secura (saját bennszülött nyelvén: Aaylas'ecura) a Csillagok háborúja elképzelt univerzumának egyik szereplője.

## Leírása
Aayla Secura a twi’lek fajba és a rutiai, azaz kék bőrszínű rasszba tartozó, Jedi Mesternő.  Magassága 178 centiméter, testtömege 55 kilogramm. Szemszíne mogyoróbarna.
Aayla a Jedi Rend és a Galaktikus Köztársaság tagja. Mesterei: Quinlan Vos jedi mester, Volfe Karkko sötét jedi mester (csak rövid ideig) és Tholme jedi mester.

## Élete
Aayla Secura a Galaktikus Köztársaság létezésének vége felé született, szülőbolygója a Ryloth bolygó. Rabszolga volt, amiből Quinlan Vos és Tholme szabadította fel. Először Tholme jedi mester képezte több évig, majd Vos. Ezután memóriája részben törlődött drogok és vegyi anyagok kombinációjának alkalmazása miatt, amit nagybátyja, Pol Secura adott be neki többször, mígnem Vos felfedezte ezt a csalást. Még a memóriavesztés állapotában Aayla elmenekült a Ryloth bolygóról és a Kiffex börtönbolygón Volfe Karkko elé vitték. Karkko királynőjeként kezelte őt, és ápolta, hogy a sötét ereje kiterjesztése legyen. Vos megölte Karkkót. Aayla ekkor visszatért a Coruscant bolygóra, ahol folytatódott a kiképzése. Végül jedi lovaggá vált.
Aayla Secura tagja volt annak a kétszáz fős akciócsoportnak, amit Mace Windu vezetett a Geonosisra. A harc után újabb csapás érte, amikor megtudta, hogy Vos elhagyta a jedi rendet és a Lázadókhoz állt. Secura legyőzte Aurra Sing fejvadászt a Devaron bolygón a fején lévő antenna levágásával.
Jedi mesterré válása után Aayla Secura részt vett a Hypori bolygón a droid gyárak elleni támadásban. Itt egyike volt azon kevés jedinek, akik túlélték Grievous tábornok ellentámadását.
Fél évvel az előtt, hogy a Lázadók megtámadták a Coruscantot, Aayla csatlakozott Tholme és Vos mesterekhez, hogy megállapítsák, Sora Bulq mit keresett ott. Sora Bulq nyomát követve eljutottak a Saleucami bolygóra. Ott Aayla Secura legyőzte Bok morgukai harcost, majd segített Vos mesternek Sora Bulq és Tol Skorr legyőzésében.
A Coruscanti csata után Secura a Felucia bolygóra ment Bly parancsnokkal és egy klón hadsereggel. Amikor Darth Sidious 19 BBY-ben kiadta a jedik életét kioltó „66-os parancsot”, Bly és a klónkatonák lelőtték Aayla Securát.
A klónháborúk alatt a hadsereg egyik vezetőjeként tevékenykedett. Padawanságuk idején Quinlant is és Aaylát is megkísértette a sötét oldal, azonban Aayla elég erősen ellen tudott állni a sötét oldalnak ahhoz, hogy aztán Jedi Lovaggá tegyék.
Miután Jedi Lovaggá vált, elkezdődtek a klónháborúk, és így Aayla Secura, mint sok más jedi társa, részt vett az első geonosisi csatában. Ezután több híres csatában részt vett, ilyenek a hypori csata, és a kaminói csata. Mivel sikeresen elvégezte küldetéseit, felavatták Jedi Mester rangra.
Mint Jedi Mester, Aayla Secura vezette a klónokat a quelli csatába, amely a Kamino és a Maridun bolygókat hivatott védelmezni.
Aayla Secura emléke nem ment feledésbe. Azokban a világokban, ahol védelmet nyújtott az őslakosoknak, hősies tettei a helybéli legendák és kultúrák részévé váltak.

## Megjelenése filmekben, videójátékokban, könyvekben
Ez a kék bőrű twi'lek Jedi Mesternő számos filmben, videójátékban, könyvben és képregényben szerepel. Talán a legismertebbek a „A klónok támadása” és a „A Sith-ek bosszúja” című film, valamint a „Star Wars: A klónok háborúja” című televíziós sorozat.
Aayla Securát Amy Allen alakítja a filmekben.